# 예카테리나 삼소노프
예카테리나 삼소노프(영어: Ekaterina Samsonov, 러시아어: Екатерина Самсонов, 2003년 1월 1일~)는 미국, 러시아의 모델, 배우이다. 린 램지 감독 영화 《너는 여기에 없었다》에서 니나 보토 역을 맡으면서 이름을 알렸다.

## 작품 목록
- 월터 교수의 마지막 강의(2015) - 앤지 역
- 원더스트럭(2017) - 해나 역
- 너는 여기에 없었다(2017) - 니나 보토 역